# Maria Schenck van Tautenburg
Maria Schenck van Tautenburg, född 1510, död 1552, var en nederländsk abbedissa. Hon var abbedissa i Rijnsburg 1535-1552. Under hennes mandatperiod som abbedissa tillät hon friare regler angående nunnornas mat, pengar, kläder och röreselfrihet, något som tilldrog sig stor kritik under samtiden och ansågs skandalöst. 